# HMS Ringarooma
Le HMS Ringarooma était un croiseur de la classe Pearl (en) de la Royal Navy, à l'origine HMS Psyche, construit par J & G Thomson, à Glasgow et lancé le 10 décembre 1889. Il a été rebaptisé le 2 avril 1890 Ringarooma, lors de son intégration dans l'Escadron auxiliaire de l'Australia station.
Il arrive à Sydney avec l'escadron le 5 septembre 1891. Il est endommagé par un échouement sur un récif de l'Île Makelula, dans les Nouvelles-Hébrides, le 31 août 1894, et est ensuite renfloué par le croiseur français Duchaffault. Entre 1897 et 1900, il est dans la réserve à Sydney. Il est sous le commandement du capitaine Frédéric Saint-George Rich  entre 1897 et 1900. Il quitte Australia Station le 22 août 1904.
Il est vendu pour 8 500 £ en mai 1906, à la Forth Shipbreaking Company pour être démantelé.